# Gary Shearston
Gary Rhett Shearston (9 de enero de 1939 - 1 de julio de 2013) fue un cantante y compositor australiano que fue figura destacada del renacimiento de la música popular en la década de 1960. Fue notable como intérprete de canciones populares tradicionales australianas en un estilo auténtico. Su hit llegó al Top 10 en el Reino Unido en 1974 con su versión de la canción de Cole Porter "I Get a Kick out of You".
Shearston murió el 1 de julio de 2013, a la edad de 74 años, en el Hospital Armidale en Nueva Gales del Sur, después de ese mismo día sufrir un derrame cerebral en su casa, "Aydrie", cerca de Tenterfield.

## Discografía seleccionada y tabla de posiciones
- "Sometime Lovin'" - 1965 (No. 38 Sydney)
- "Sydney Town" - 1965
- "I Get a Kick out of You" - 1974 (No. 7 Reino Unido,[3] No. 19 Sydney, No. 12 Brisbane, No. 11 Adelaide)